# シンメイフジ
シンメイフジ（欧字名:Shimmei Fuji、2007年1月30日 - 2024年2月2日）は、日本の競走馬、繁殖牝馬。主な勝ち鞍に2009年の新潟2歳ステークス、2010年の関東オークス。
馬名の由来は、冠名＋父名の一部より。

## 経歴

### 2歳（2009年）
2009年7月5日、阪神の芝1200メートルの2歳新馬戦で武豊とのコンビでデビューし、1.6倍の1番人気に応えてデビュー戦初勝利を挙げた。続く8月8日のダリア賞でも1番人気の支持を得たが、先に抜け出したプリンセスメモリーに先着を許した。3戦目の9月6日の新潟2歳ステークスが重賞初挑戦となり、最後方追走から上がり3F32秒9の末脚を見せて岩田康誠との新たなコンビで重賞初勝利を飾った。これで岩田康誠は騎手として同レース史上3人目の連覇となった。12月13日、阪神の第61回阪神ジュベナイルフィリーズでは3.9倍の単勝1番人気と支持されたが、道中後方待機から伸びきれず5着となった。

### 3歳（2010年）
2010年の始動戦は3月20日のフラワーカップ。好スタートを決めハナに立ち、道中も先頭でレースを進めた。直線に入って一旦突き放すも3番人気のオウケンサクラに並ばれると後退し5着。4月11日、阪神の第70回桜花賞では再び後方追走になり6着。5月23日、東京の第71回優駿牝馬では11着となり初の二桁着順に敗れた。6月16日、川崎で行われた第46回関東オークスでは内田博幸が手綱を取り初ダートとなったが、1番人気に支持され、課題のスタートも五分に出て好位追走から抜け出し2着に0.3秒差突き離して快勝した。しかし6月30日、右第1指骨剥離骨折を発症していることが判明した。

### 4歳（2011年）
7ヵ月半ぶりの実戦復帰となった2011年2月2日の第14回TCK女王盃では内枠を利してハナに立ち先頭でレースを進めたが直線で後退し5着に敗れた。続く3月20日の第59回中京記念では先団から追走して4着。続く4月23日の第8回福島牝馬ステークスでは後方待機から伸びきれず9着となった。休養を挟み、JBCレディスクラシックに登録するも除外され11月13日の第36回エリザベス女王杯に出走、強気に先手を奪うと、2番手追走のホエールキャプチャ以下を引き離して大逃げを打ったが直線で一杯になり7着。12月18日の第49回愛知杯では前半1000m60秒4のスローペースで逃げたが直線で失速し12着に沈んだ。

### 5歳（2012年）
2012年の始動戦は2月11日のアルデバランステークス。淀みない流れでレースを引っ張ったが直線で後退し9着。続く3月4日の第48回中日新聞杯では先団追走も直線で一杯になり10着に敗れた。3月9日付けで競走馬登録を抹消された。

### 引退後
北海道新ひだか町のケイアイファームで繁殖牝馬となる。
2024年2月2日に死亡。17歳没。

## 競走成績
| 競走日     | 競馬場 | 競走名           | 格     | 頭数 | オッズ （人気） | オッズ （人気） | 着順 | 騎手     | 斤量 | 距離（馬場）  | タイム （上り3F） | 着差 | 1着馬（2着馬）          |
| ---------- | ------ | ---------------- | ------ | ---- | --------------- | --------------- | ---- | -------- | ---- | ------------- | ----------------- | ---- | ----------------------- |
| 2009.07.05 | 阪神   | 2歳新馬          |        | 9    | 001.6           | 0（1人）        | 01着 | 武豊     | 54   | 芝1200m（良） | 1:11.5 (34.9)     | -0.0 | （トシザマキ）          |
| 08.08      | 新潟   | ダリア賞         | OP     | 13   | 002.7           | 0（1人）        | 02着 | 武豊     | 54   | 芝1400m（良） | 1:23.3 (34.9)     | -0.1 | プリンセスメモリー      |
| 09.06      | 新潟   | 新潟2歳S         | JpnIII | 18   | 003.7           | 0（1人）        | 01着 | 岩田康誠 | 54   | 芝1600m（良） | 1:34.4 (32.9)     | -0.1 | （フローライゼ）        |
| 12.13      | 阪神   | 阪神JF           | JpnI   | 18   | 003.9           | 0（1人）        | 05着 | 岩田康誠 | 54   | 芝1600m（良） | 1:35.3 (34.4)     | -0.4 | アパパネ                |
| 2010.03.20 | 阪神   | フラワーカップ   | GIII   | 16   | 006.5           | 0（2人）        | 05着 | 岩田康誠 | 55   | 芝1800m（良） | 1:50.7 (35.5)     | -0.4 | オウケンサクラ          |
| 04.11      | 阪神   | 桜花賞           | GI     | 18   | 010.8           | 0（4人）        | 06着 | 岩田康誠 | 55   | 芝1600m（良） | 1:33.7 (33.8)     | -0.4 | アパパネ                |
| 05.23      | 東京   | 優駿牝馬         | GI     | 18   | 014.9           | 0（6人）        | 11着 | 岩田康誠 | 55   | 芝2400m（稍） | 2:32.3 (37.1)     | -2.4 | アパパネ サンテミリオン |
| 06.16      | 川崎   | 関東オークス     | JpnII  | 14   | 003.2           | 0（1人）        | 01着 | 内田博幸 | 54   | ダ2100m（重） | 2:13.1 (38.5)     | -0.3 | （ハーミア）            |
| 2011.02.02 | 大井   | TCK女王盃        | JpnIII | 16   | 007.9           | 0（4人）        | 05着 | 内田博幸 | 54   | ダ1800m（良） | 1:53.1 (37.3)     | -0.7 | ラヴェリータ            |
| 03.20      | 小倉   | 中京記念         | GIII   | 16   | 028.9           | （10人）        | 04着 | 古川吉洋 | 54   | 芝2000m（稍） | 2:00.9 (37.1)     | -0.9 | ナリタクリスタル        |
| 04.23      | 新潟   | 福島牝馬S        | GIII   | 16   | 007.1           | 0（4人）        | 09着 | 武幸四郎 | 55   | 芝1800m（良） | 1:46.4 (34.3)     | -1.0 | フミノイマージン        |
| 11.13      | 京都   | エリザベス女王杯 | GI     | 18   | 343.7           | （18人）        | 07着 | 北村友一 | 56   | 芝2200m（良） | 2:12.4 (37.9)     | -0.8 | スノーフェアリー        |
| 12.18      | 小倉   | 愛知杯           | GIII   | 16   | 013.2           | 0（5人）        | 12着 | 中館英二 | 55   | 芝2000m（良） | 2:00.7 (36.9)     | -1.3 | フミノイマージン        |
| 2012.02.11 | 京都   | アルデバランS    | OP     | 16   | 007.0           | 0（2人）        | 09着 | 川田将雅 | 53   | ダ1900m（良） | 1:58.8 (39.0)     | -1.5 | エアマックール          |
| 03.04      | 中京   | 中日新聞杯       | GIII   | 17   | 028.9           | （11人）        | 10着 | 古川吉洋 | 53   | 芝2000m（良） | 2:03.2 (36.1)     | -1.0 | スマートギア            |

## 繁殖成績
2012年3月28日に初仔の牝馬が誕生した。
|       | 馬名               | 生年   | 性     | 毛色   | 父                 | 馬主                               | 厩舎                                             | 戦績                     |
| ----- | ------------------ | ------ | ------ | ------ | ------------------ | ---------------------------------- | ------------------------------------------------ | ------------------------ |
| 初仔  | ザンスカール       | 2013年 | 牝     | 黒鹿毛 | エンパイアメーカー | 中村伊三美                         | 西脇・橋本忠明                                   | 2戦0勝（引退・繁殖牝馬） |
| 2番仔 | ロードブレイク     | 2014年 | 牡     | 栗毛   | キングズベスト     | (株)ロードホースクラブ             | 美浦・岩戸孝樹                                   | 10戦2勝（引退）          |
| 3番仔 | ロードザナドゥ     | 2015年 | 牡 →騸 | 黒鹿毛 | ロードカナロア     | (株)ロードホースクラブ →小橋亮太   | 栗東・橋田満 →佐賀・池田忠好                     | 28戦1勝（引退）          |
| 4番仔 | ロードグラディオ   | 2016年 | 牡     | 黒鹿毛 | キングカメハメハ   | (株)ロードホースクラブ →中村伊三美 | 栗東・西浦勝一 →栗東・四位洋文 →大井・村上頼章   | 32戦9勝（現役）          |
| 5番仔 | ロードヴィクトリー | 2017年 | 牡     | 黒鹿毛 | ロードカナロア     | (株)ロードホースクラブ             | 美浦・斎藤誠                                     | 1戦0勝（引退）           |
| 6番仔 | ペトログリフ       | 2018年 | 牝     | 鹿毛   | ロードカナロア     | (株)ロードホースクラブ →橋本義次   | 栗東・高橋義忠 →金沢・菅原欣也                   | 20戦2勝（引退）          |
| 7番仔 | リースタル         | 2019年 | 牝     | 鹿毛   | ロードカナロア     | 中村祐子                           | 栗東・森田直行                                   | 27戦2勝（引退・繁殖）    |
| 8番仔 | セントオブシン     | 2021年 | 牝     | 青鹿毛 | ドゥラメンテ       | 中村祐子 →中村智幸                 | 栗東・高野友和 →北海道・田中淳司 →高知・打越勇児 | 14戦2勝（現役）          |
| 7番仔 | フルドド           | 2022年 | 牝     | 黒鹿毛 | ジャスタウェイ     | 中村祐子                           | 栗東・茶木太樹                                   | 3戦1勝（現役）           |
| 8番仔 | シンメイフジの2023 | 2023年 | 牝     | 鹿毛   | ダノンプレミアム   |                                    |                                                  | （デビュー前）           |

- 2025年4月18日現在。

## 血統表
| シンメイフジの血統                     | シンメイフジの血統                                            | シンメイフジの血統   | （血統表の出典）     | （血統表の出典） |
| 父系                                   | サンデーサイレンス系                                          | サンデーサイレンス系 | サンデーサイレンス系 | [ § 2 ]          |
| 父 フジキセキ 1992 青鹿毛 北海道千歳市 | 父の父*サンデーサイレンス Sunday Silence 1986 青鹿毛 アメリカ | Halo                 | Hail to Reason       | Hail to Reason   |
| 父 フジキセキ 1992 青鹿毛 北海道千歳市 | 父の父*サンデーサイレンス Sunday Silence 1986 青鹿毛 アメリカ | Halo                 | Cosmah               |                  |
| 父 フジキセキ 1992 青鹿毛 北海道千歳市 | 父の父*サンデーサイレンス Sunday Silence 1986 青鹿毛 アメリカ | Wishing Well         | Understanding        | Understanding    |
| 父 フジキセキ 1992 青鹿毛 北海道千歳市 | 父の父*サンデーサイレンス Sunday Silence 1986 青鹿毛 アメリカ | Wishing Well         | Mountain Flower      |                  |
| 父 フジキセキ 1992 青鹿毛 北海道千歳市 | 父の母*ミルレーサー Millracer 1983 鹿毛 アメリカ              | Le Fabuleux          | Wild Risk            | Wild Risk        |
| 父 フジキセキ 1992 青鹿毛 北海道千歳市 | 父の母*ミルレーサー Millracer 1983 鹿毛 アメリカ              | Le Fabuleux          | Anguar               |                  |
| 父 フジキセキ 1992 青鹿毛 北海道千歳市 | 父の母*ミルレーサー Millracer 1983 鹿毛 アメリカ              | Marston's Mill       | In Reality           | In Reality       |
| 父 フジキセキ 1992 青鹿毛 北海道千歳市 | 父の母*ミルレーサー Millracer 1983 鹿毛 アメリカ              | Marston's Mill       | Millicent            |                  |
| 母 レディミューズ 1997 栗毛            | 母の父*ティンバーカントリー Timber Country 1992 栗毛          | Woodman              | Mr. Prospector       | Mr. Prospector   |
| 母 レディミューズ 1997 栗毛            | 母の父*ティンバーカントリー Timber Country 1992 栗毛          | Woodman              | *プレイメイト        |                  |
| 母 レディミューズ 1997 栗毛            | 母の父*ティンバーカントリー Timber Country 1992 栗毛          | Fall Aspen           | Pretense             | Pretense         |
| 母 レディミューズ 1997 栗毛            | 母の父*ティンバーカントリー Timber Country 1992 栗毛          | Fall Aspen           | Change Water         |                  |
| 母 レディミューズ 1997 栗毛            | 母の母*シンコウラブリイ 1989 鹿毛                             | Caerleon             | Nijinsky             | Nijinsky         |
| 母 レディミューズ 1997 栗毛            | 母の母*シンコウラブリイ 1989 鹿毛                             | Caerleon             | Foreseer             |                  |
| 母 レディミューズ 1997 栗毛            | 母の母*シンコウラブリイ 1989 鹿毛                             | *ハッピートレイルズ  | *ポツセ              | *ポツセ          |
| 母 レディミューズ 1997 栗毛            | 母の母*シンコウラブリイ 1989 鹿毛                             | *ハッピートレイルズ  | *ロイコン            |                  |
| 母系(F-No.)                            | (FN:4-d)                                                      | (FN:4-d)             | (FN:4-d)             | [ § 3 ]          |
| 5代内の近親交配                        | アウトブリード                                                | アウトブリード       | アウトブリード       | [ § 4 ]          |
| 出典                                   | 1. 2. 3. 4.                                                   | 1. 2. 3. 4.          | 1. 2. 3. 4.          | 1. 2. 3. 4.      |

- 母のレディミューズはチューリップ賞2着馬である。
- 祖母のシンコウラブリイはマイルチャンピオンシップなど重賞6勝している。母の半兄であるロードクロノス（父トニービン）は中京記念勝馬。半弟のトレジャー（父ブライアンズタイム）は重賞2着3回。
- 曾祖母の直仔にエプソムカップ勝ち馬のタイキマーシャル、京都牝馬ステークス勝ち馬のハッピーパスがいる。孫にセントライト記念や京成杯オータムハンデキャップ勝ちのキングストレイル。アルゼンチン共和国杯勝ちのタイキエルドラド、函館スプリントステークス勝ちのタイキトレジャーがいるなどオープンまでいっている馬が多い。
- 近親にアルゼンチン共和国杯を勝ったムイトオブリガード、チャレンジカップを勝ったロードマイウェイ、ホッカイドウ競馬で重賞4勝を挙げたクインズサターンがいる。